# Pic de l'Aiguillette
Le pic de l'Aiguillette est un sommet des Pyrénées, situé sur la frontière franco-espagnole entre les Hautes-Pyrénées, en région Occitanie, et la province de Huesca dans la communauté d'Aragon, qui culmine à 2 517 ou 2 508 mètres d'altitude dans le massif de la Munia.

## Toponymie
Aiguillette dérive d'« aiguille » qui désigne une colonne de roche haute.

## Géographie
Il est situé entre le département des Hautes-Pyrénées en vallée d'Aure entre la vallon de Saux et la vallée de la Géla sur la commune d'Aragnouet et la vallée de Bielsa en Espagne.

### Topographie
Il est situé au nord-est du port Vieux, à l'ouest du pic de Marioules et à l'extrémité ouest de la crête de Port-Vieux. Il surplombe le circo de la Pinarra au sud.

### Hydrographie
Le sommet délimite la ligne de partage des eaux entre le bassin de la Garonne côté nord, qui se déverse dans l'Atlantique, et le bassin de l'Èbre, qui coule vers la Méditerranée côté sud.

## Voies d'accès
Côté français par le versant ouest en direction du port Vieux depuis le premier virage en épingle à cheveux de la route (D 173) qui monte au tunnel Aragnouet-Bielsa, après le carrefour D 173-D 118, se détache, à 1 390 m d'altitude, une piste qui remonte la vallée sur son flanc droit en direction du refuge de Barroude, puis à la cabane de la Géla prendre le sentier de gauche.
Côté espagnol, il est accessible depuis la vallée de Bielsa par un sentier au pied du tunnel Aragnouet-Bielsa.

## Protection environnementale
Le pic fait partie d'une zone naturelle protégée, classée ZNIEFF de type 1 : haute vallée d'Aure en rive droite, de Barroude au col d'Azet.